# Whepea
Whepea är en klan i Liberia.   Den ligger i regionen Nimba County, i den centrala delen av landet, 230 km öster om huvudstaden Monrovia.